# Cascera albiscripta
Cascera albiscripta är en fjärilsart som beskrevs av Rothschild 1917. Cascera albiscripta ingår i släktet Cascera och familjen tandspinnare. Inga underarter finns listade i Catalogue of Life.